# 林柏壽
林柏壽（1895年12月12日—1986年4月10日），字季丞，生于福建同安鼓浪嶼（今廈門市），新北板橋人，板橋林家的重要成員。父林維源，為台灣著名企業家。一生事業頗多，曾任臺灣銀行監察人，第一商業銀行董事、國賓大飯店董事、臺灣電力公司董事、臺灣水泥公司董事長、臺灣電視公司董事長、中國國際商業銀行董事長等。

## 生平
清朝甲午戰爭失利，福建臺灣省割讓，林維源不願歸附日本，舉家渡閩。林柏壽在廈門出生。11歲時父親過世，家族長子林爾嘉代父職，將他撫養長大。
林柏壽為板橋林家二房中的重要人物，家中排行第四，人稱四大爺或四爺。幼讀四書、唐詩、諸子、老莊。1914年，林柏壽家族成立台灣煉瓦廠。
大正年間，林維源家族分產，1922年，成立柏記產業株式會社，林柏壽出任社長，並回到台灣。林柏壽15歲時到東京留學。
1924年，林柏壽留學英國倫敦大學經濟學院。1926年，林柏壽出任台灣商工銀行及林本源維記興業株式會社董事，至法國就讀巴黎法文學院，攻讀法律，並遊歷歐洲。一年後回到台灣。回台後，因為不想出任台北州會議員，為躲避日本政府的壓力，舉家搬到越南西貢。但仍然往來日中台之間，管理其事業。
1945年，第二次世界大戰結束，中華民國接收台灣，林柏壽隨中華民國政府回到台灣。返臺後，以個人珍藏中最為珍貴的兩幅墨寶——褚遂良《黃絹本蘭亭》與懷素《小草千字文》各取一字為名，在草山作「蘭千山館」，編印《蘭千山館硯存》、《中華古瓷圖錄》及《蘭千山館書畫集》等藝術著作。熱心公益，愛好藝術，曾經無償借予331件文物供應國立故宮博物院展覽，又付了新臺幣一百萬元的保管費。亦曾花費新臺幣數千萬元重修板橋林家花園，開放給民眾參觀。
1953年，林柏壽成立啟業化工公司。1984年，啟業化工賣給新光集團。
1954年，受中華民國政府邀請，林柏壽出任台灣水泥董事長，並成為台灣水泥的大股東之一。
1962年4月28日，臺灣電視公司成立，林柏壽為首任董事長。
1965年，林柏壽與陳勇等人合資創立萬海航運。

## 家族
- 其妻陳瓊枝，出生於1894年，為清朝廣東巡按使進士陳望曾之女，生二子瀚東(台玻董事)、致能[4]。

## 外部連結
- 林本源家族網站 （页面存档备份，存于）
- 板橋林家反目

1. ↑  陳瓊枝訃聞. 華僑日報. 1985-06-28. 第三張第二頁.
2. ↑  林柏壽訃聞. 華僑日報. 1986-04-13. 第二張第一頁.
3. ↑  . www.leksuoan.org. 2021-12-30  [2025-05-06]. （原始内容存档于2025-05-06） （英语）.
4. 1 2 3  陳柔縉. . 麥田. 2022: 389–409. ISBN 9786263102385.